# Coup d'Etat (album)
Pour les articles homonymes, voir Coup d'État (homonymie).
Albums de G-Dragon
One of a Kind
(2012)
Singles
1. MichiGO
Sortie : 20 avril 2013
2. Coup d'Etat
Sortie : 2 septembre 2013
3. Crooked
Sortie : 5 septembre 2013
4. Who You?
Sortie : 13 novembre 2013

Coup d'Etat (stylisé COUP D'ETAT) est le deuxième album studio de l'artiste sud-coréen G-Dragon, membre et leader du groupe de K-pop BigBang. L'album est initialement sorti sur iTunes. Les cinq premières pistes de l'album sont sorties le 2 septembre 2013, les sept suivantes le 5 septembre, et les copies physiques sont sorties le 13 septembre. L'album contient le single « MichiGO » est sorti plus tôt en 2013,,.
Des collaborations avec des artistes comme Diplo, Baauer, Missy Elliott, Boys Noize, Sky Ferreira, Zion.T, Lydia Paek et Jennie figurent sur l'album,.

## Contexte

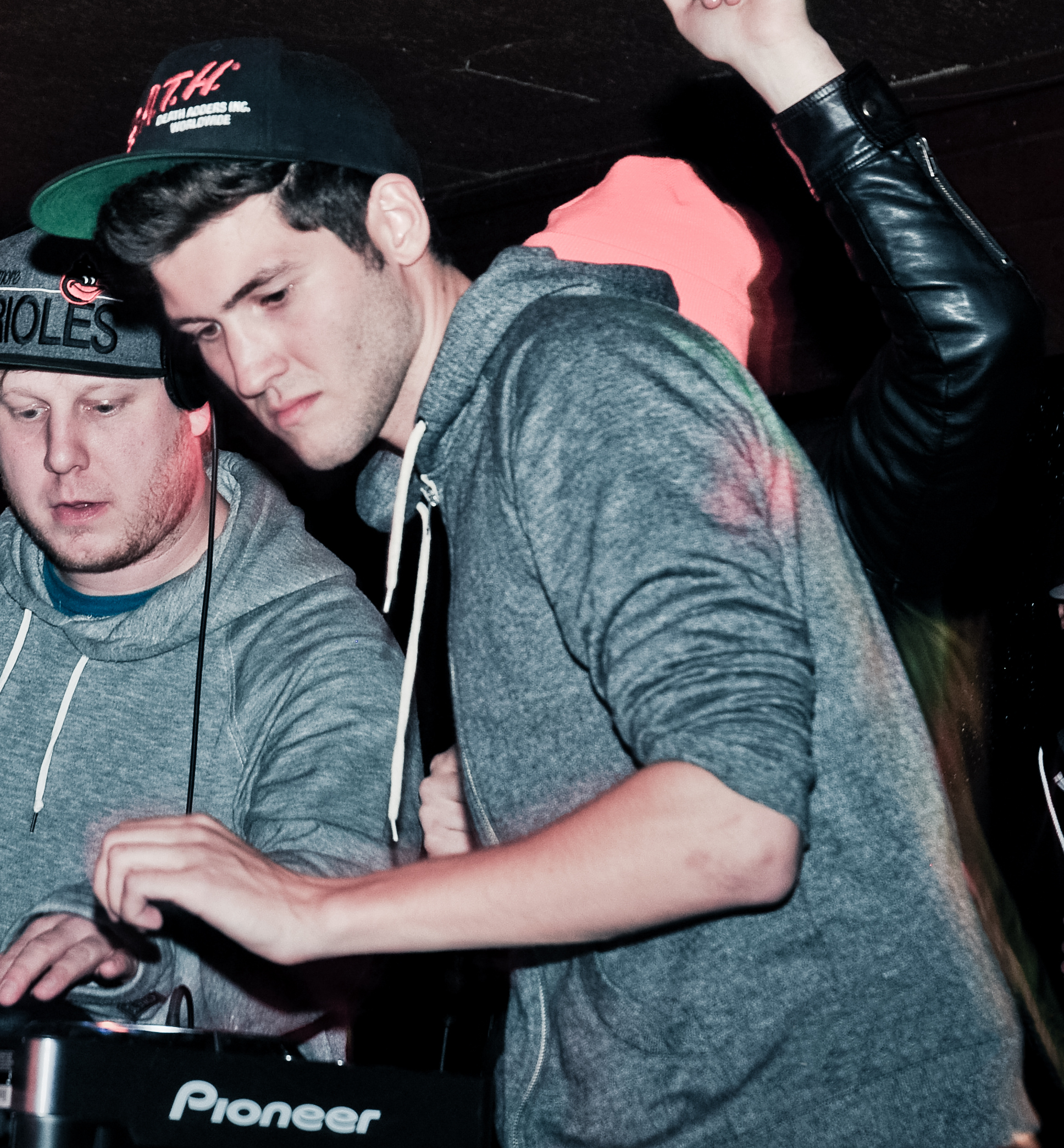
Baauer était impliqué dans la production de la chanson-titre "Coup d'Etat".

YG Entertainment a annoncé en juin que Missy Elliott et Diplo collaboreront sur l'album. Une série de photos teasers sont alors sorties par YG Entertainment le 26 et 27 août,. YG a ensuite sorti la liste des titres complète de l'album le 1er septembre révélant d'autres artistes collaboratifs comme Lydia Paek, Jennie Kim, Boys Noize, Baauer et Sky Ferreira.
Dans l'interview "Ask in A Box" de LOEN Entertainment, G-Dragon a révélé qu'enregistrer Coup d'Etat lui a pris moins de deux ans. Il a également dévoilé qu'il avait enregistré "Niliria" en 2011.

## Promotion
G-Dragon et Missy Elliott ont fait une performance live de la chanson "Niliria" à la KCON 2013 le 25 août 2013,,. YG Entertainment a sorti le vidéoclip de "Coup d'Etat" sur YouTube le 1er septembre 2013, et a obtenu plus de 750 000 après une journée. Le vidéoclip pour "Crooked" est ensuite sorti le 4 septembre 2013,. G-Dragon a chanté les morceaux "Niliria", "Michi Go" et "Black" (avec Jennie Kim) sur l'émission musicale de SBS Inkigayo le 8 septembre 2013,.
G-Dragon a tenu une exposition d'art à Séoul du 10 au 17 septembre 2013, ce qui coïncide avec la sortie de l'album. L'exposition s'intitulait "Space Eight". L'exposition présentait 88 objets en relation avec le chiffre 8,.
Le 29 septembre 2013, YG Entertainment annonce que les éditions limitées de vinyles de Coup d'Etat sortiront le 18 octobre. Le pack inclut un badge, un masque et un livret avec les paroles écrites à la main, mais également des photos venant de l'exposition "Space Eight" et du vidéoclip de "Coup d'Etat". Seulement 8 888 unités étaient disponibles,. Les pré-commandes pour l'édition vinyle ont été disponibles le 30 septembre, et toutes les copies ont été pré-commandées, créant une rupture de stock le 2 octobre,.

## Performance commerciale
Les pistes issues de Coup d'Etat se sont classées au sommet des principaux sites de musique coréens tels que MelOn, Mnet, Bugs, Naver et Olleh. Un total de sept morceaux étaient placés de la 1re à la 7e place du classement de Mnet dès leur sortie, alors que six morceaux de Coup d'Etat étaient aussi au sein du top 10 du Gaon Singles Charts avec "Who You?" à la première place. Jusqu'à août 2016, l'album a vendu plus de 6,2 millions de copies. Coup d'Etat est le troisième meilleur album digital sur MelOn en 2013. L'album a également au top des classements iTunes dans plusieurs pays,.
Le 10 septembre, il a été révélé que l'album physique a reçu des pré-commandes en excès de 300 000 copies en Corée du Sud. L'album a finalement débuté à la première place du Gaon Album Chart. Il a conservé sa première place dans le Gaon Chart pour le mois de septembre après avoir vendu 198 489 copies.
Coup d'Etat, Pt. 1 a débuté à la 182e place de l'US Billboard 200 Chart avec une première semaine où plus de 2 000 copies se sont vendues.
Coup d'Etat a débuté à la 11e place de l'Oricon Charts au Japon avec un total estimé de 11 150 copies vendues durant la première semaine de sortie.

## Réception et critiques
Jon Caramanica du New York Times a exprimé que "bien que largement en coréen, Coup d'Etat est peut-être l'album K-pop  le plus américain dans son esprit et ses crédits", faisant allusion aux nombreuses collaborations des artistes américains Baauer, Sky Ferreira, Diplo et Missy Elliott.
Corban Goble de Pitchfork a conclu sa revue en disant que, "Si vous attendiez de Coup d’Etat une espèce de révolution vous serez déçus; c'est une écoute intrigante, mais pas importante". Il a donné à l'album la note de 6,1 sur 10.

## Liste des titres
| 1.    | Coup D'Etat (쿠데타; Kudeta; ft. Diplo et Baauer)            | G-Dragon                  | G-Dragon, Diplo, Baauer                  | Diplo, Baauer                  | 2:58 |
| 2.    | Niliria (늴리리야; Nililiya; ft. Missy Elliott)              | Missy Elliott, G-Dragon   | Teddy, G-Dragon, Missy Elliott           | Teddy                          | 2:52 |
| 3.    | R.O.D. (ft. Lydia Paek)                                      | Teddy, G-Dragon, Choice37 | Teddy                                    | Teddy                          | 3:56 |
| 4.    | Black (ft. Jennie Kim)                                       | Teddy, G-Dragon           | Teddy                                    | Teddy                          | 3:23 |
| 5.    | Who You? (니가 뭔데; Niga Mwonde)                            | G-Dragon                  | G-Dragon, Kush                           | Kush, Choice37                 | 3:21 |
| 6.    | Shake the World (세상을 흔들어; Sesangeul Heundeuleo)        | G-Dragon                  | G-Dragon, Choice37                       | Choice37                       | 2:55 |
| 7.    | MichiGO (미치Go; Michigo)                                    | G-Dragon                  | G-Dragon, Ham Seung-cheon, Kang Wook-jin | Ham Seung-cheon, Kang Wook-jin | 3:28 |
| 8.    | Crooked (삐딱하게; Ppiddak-hage)                             | Teddy, G-Dragon           | Teddy, G-Dragon                          | Teddy                          | 3:45 |
| 9.    | Niliria (늴리리야; Nililiya; vers. G-Dragon)                 | G-Dragon, Teddy           | Teddy, Missy Elliott, G-Dragon           | Teddy                          | 2:52 |
| 10.   | Runaway                                                      | G-Dragon                  | G-Dragon, Dee.P                          | Dee.P                          | 3:21 |
| 11.   | I Love It (너무 좋아; Neomu Joh-a; ft. Zion.T et Boys Noize) | G-Dragon                  | G-Dragon, Boys Noize, Siriusmo           | Boys Noize, Siriusmo           | 3:15 |
| 12.   | You Do (Outro)                                               | G-Dragon                  | G-Dragon, Choice37                       | Choice37                       | 2:38 |
| 13.   | Window                                                       | G-Dragon, Teddy           | Choice37, Teddy, G-Dragon                | Choice37                       | 3:47 |
| 14.   | Black (ft. Sky Ferreira)                                     | Teddy, G-Dragon           | Teddy                                    | Teddy                          | 3:24 |
| 45:58 |                                                              |                           |                                          |                                |      |

Notes
- Les pistes 4, 5, 8 et 9 sont des pistes promotionnelles.
- "Part 1" va de la piste 1 à 5, alors que "Part 2" va de la piste 6 à 12.
- Les pistes 13 et 14 sont exclusives à l'édition physique.

Samples
- "Coup d'Etat" contient un sample vocal de "The Revolution Will Not Be Televised" chanté par Gil Scott-Heron[36],[37],[38].
- "Niliria" contient des éléments de musique folk traditionnelle coréenne[39],[40].

## Classements
| Classement (2013)               | Meilleure position |
| ------------------------------- | ------------------ |
| Albums japonais (Oricon)        | 2                  |
| Albums sud-coréens (Gaon)       | 1                  |
| US Billboard 200                | 182                |
| US Billboard Heatseekers Albums | 3                  |
| US Billboard Independent Albums | 39                 |
| US Billboard Top Rap Albums     | 19                 |
| US Billboard World Albums       | 1                  |
| Classement (2015)               | Meilleure position |
| Albums sud-coréens (Gaon)       | 59                 |
| Classement (2016)               | Meilleure position |
| Albums sud-coréens (Gaon)       | 53                 |

| Classement              | Ventes                                                                                              |
| ----------------------- | --------------------------------------------------------------------------------------------------- |
| Ventes physiques (Gaon) | - COR: 207,337 (2013), - COR: 2,095 (2014) - COR: 2,909 (2015) - COR: 1,305 (2016) - Total: 213,646 |
| Ventes (Oricon)         | - JPN: 136,852                                                                                      |

## Récompenses
| Année | Cérémonie          | Catégorie                 | Résultat |
| ----- | ------------------ | ------------------------- | -------- |
| 2014  | World Music Awards | Meilleur album du mondial | Lauréat  |